# 壽勳
寿勳（1857—1913.1.28）字挹卿，蒙古镶黄旗人，清末官员。

## 生平
光緒三十年四月二十七日（1904.6.10）署黑龍江（璦琿）副都統；光緒三十年十一月十一日(1904.12.17)調科布多參贊大臣；光緒三十一年三月十二日（1905.4.16）授鑲紅旗漢軍副都統；光緒三十一年八月廿日（1905.9.18）暫署兵部左侍郎（漢缺），同年九月十一日（1905.10.9）改爲署理兵部左侍郎（漢缺）；光緒三十二年七月十七日（1906.9.5）任兵部左侍郎（滿缺），同年九月二十一日（1906.11.7）改為陸軍部左侍郎；宣統二年正月七日（1910.2.16）署陸軍部尚書，同年改陆军副大臣。宣统三年（1911年）袁世凯组阁，寿勳暂署陆军大臣。